# Großer Burstah

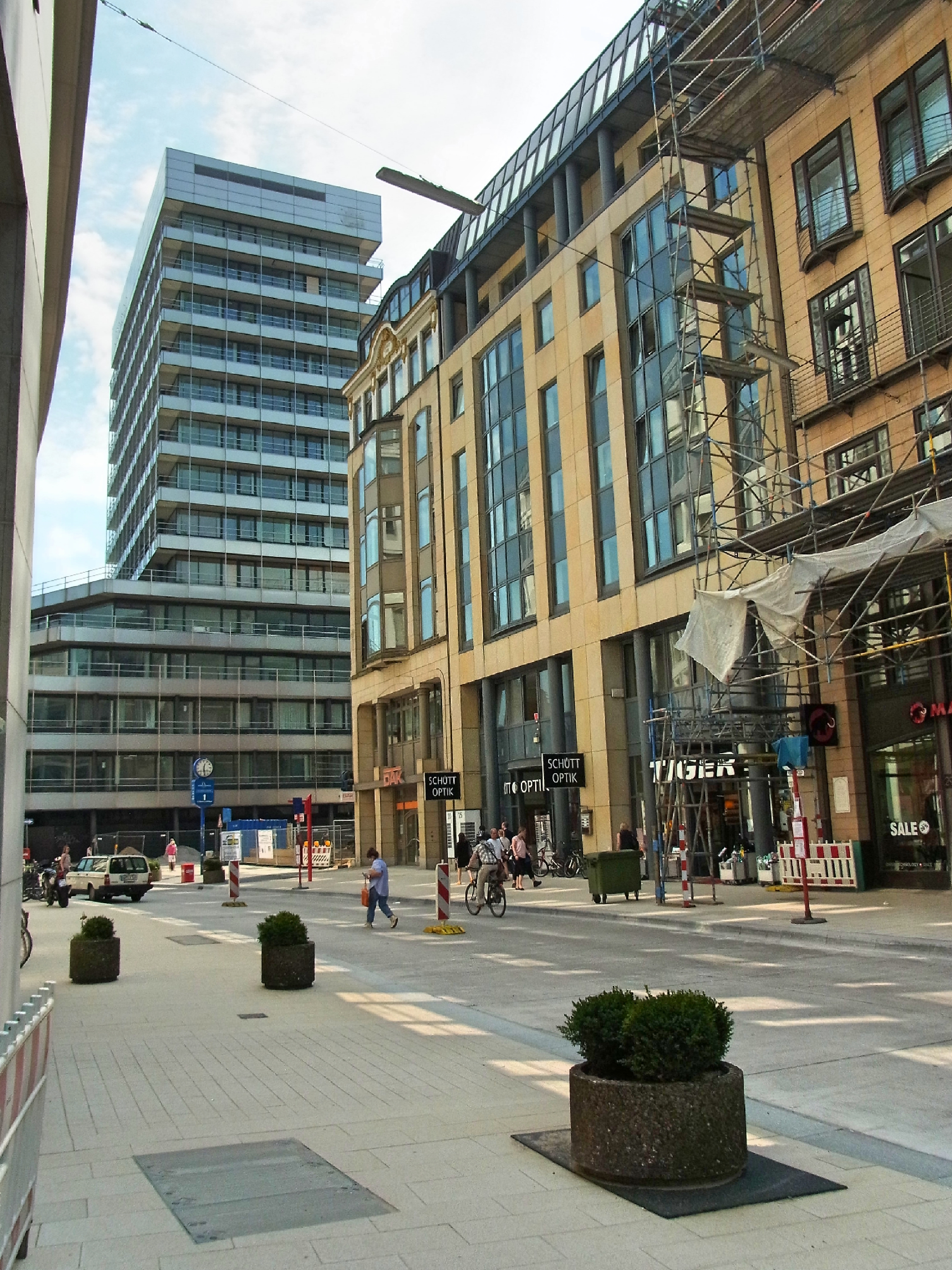
Großer Burstah 2016

Der Große Burstah ist eine Straße in der Altstadt Hamburgs. Er verbindet in bogenförmiger Linienführung mit seiner Fortsetzung Große Johannisstraße die Verkehrsknotenpunkte Rödingsmarkt und Rathausmarkt. Vor dem Bau der Ost-West-Straße (heute: Willy-Brandt-Straße bzw. Ludwig-Erhard-Straße) nach dem Zweiten Weltkrieg stellte er die Hauptverbindung von Ost nach West dar.

## Baugeschichte
Der Große Burstah war seit dem 13. Jahrhundert nach dem Bau der „alten“ Neustadt (jetzt zum Stadtteil Hamburg-Altstadt gehörend) bei der Nikolaikirche durch Wirad von Boizenburg um 1188 auf Veranlassung von Graf Adolf III. von Schauenburg (1164–1203) eine der Hauptstraßen Hamburgs. Er bildete dabei die nördliche Grenze dieses Stadtbezirkes und folgte in seinem Verlauf der seit 1124 aufgestauten Alster. Beim Abfluss dieses Stausees in das Nikolaifleet wurde eine Mühle betrieben. Dieser Teil der Straße hieß noch 1839 „Mühlenbrücke“. 
Nördlich von ihm lag die Stadtbefestigung am Alsterufer. Erst als 1235 beim Reesendamm/Jungfernstieg eine weitere höhere Staustufe entstand und ab 1240 die Hamburger Stadtbefestigung am Alsterfleet (Alter Wall) verstärkt wurde, wurde auch die Nordseite der Straße besiedelt. Der Große Burstah führte von der „alten“ Altstadt zum damals neuen Ellerntor (etwa beim heutigen Rödingsmarkt). 
Nach dem Großen Brand im Mai 1842 wurde der Große Burstah nach dem endgültigen Aufbauplan in 50 Hamburger Fuß Breite (rund 16 Meter) als Hauptstraße vorgesehen.

## Verkehrsbedeutung

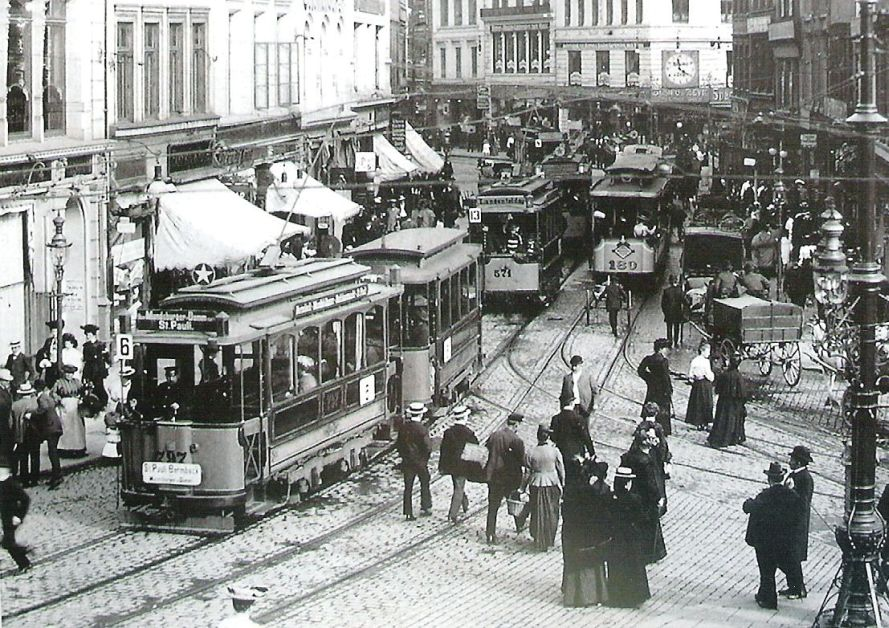
Großer Burstah um 1903

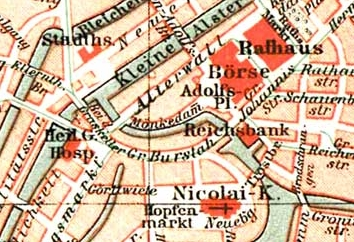
Stadtplanausschnitt 1908

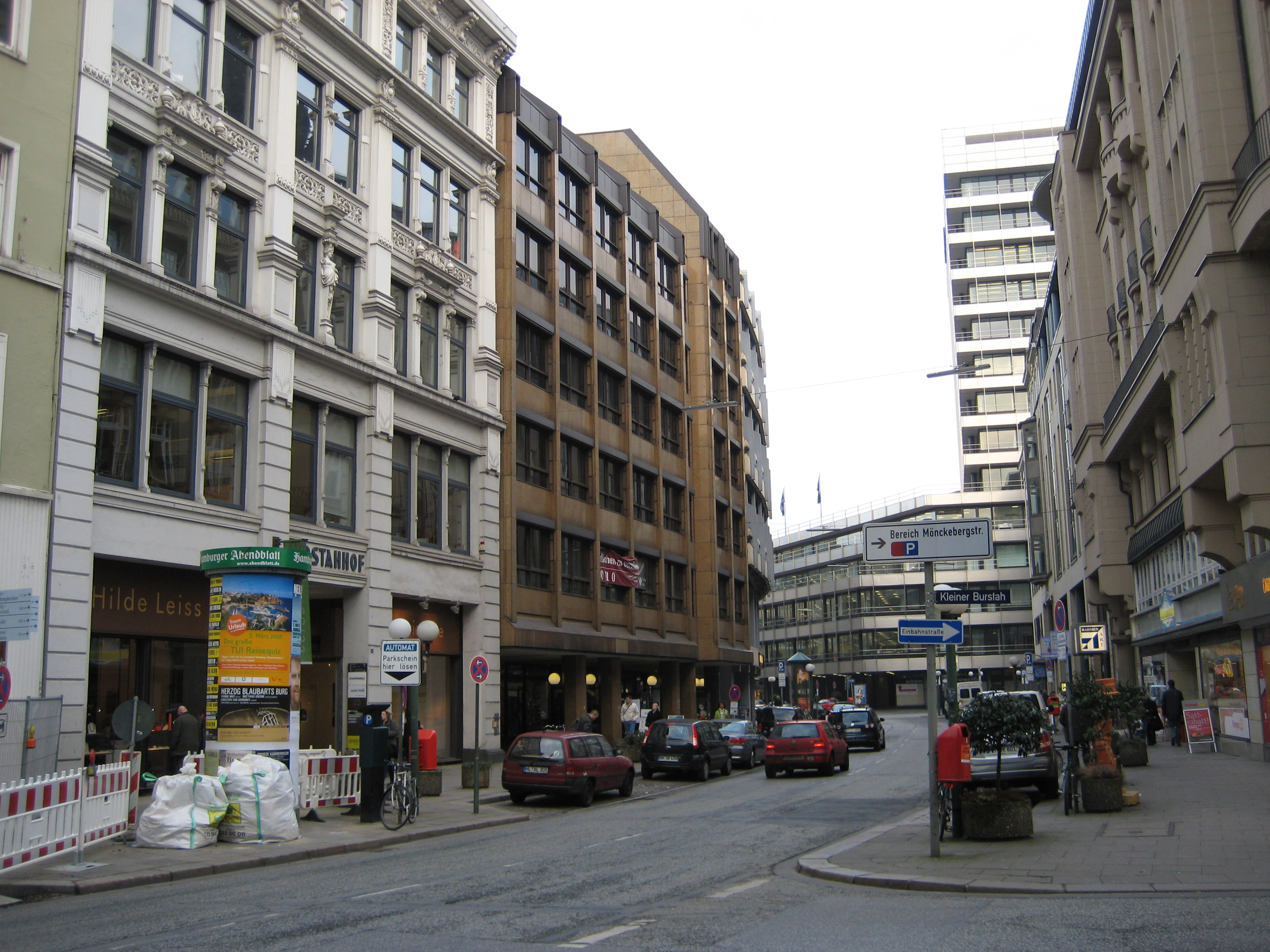
Großer Burstah 2008

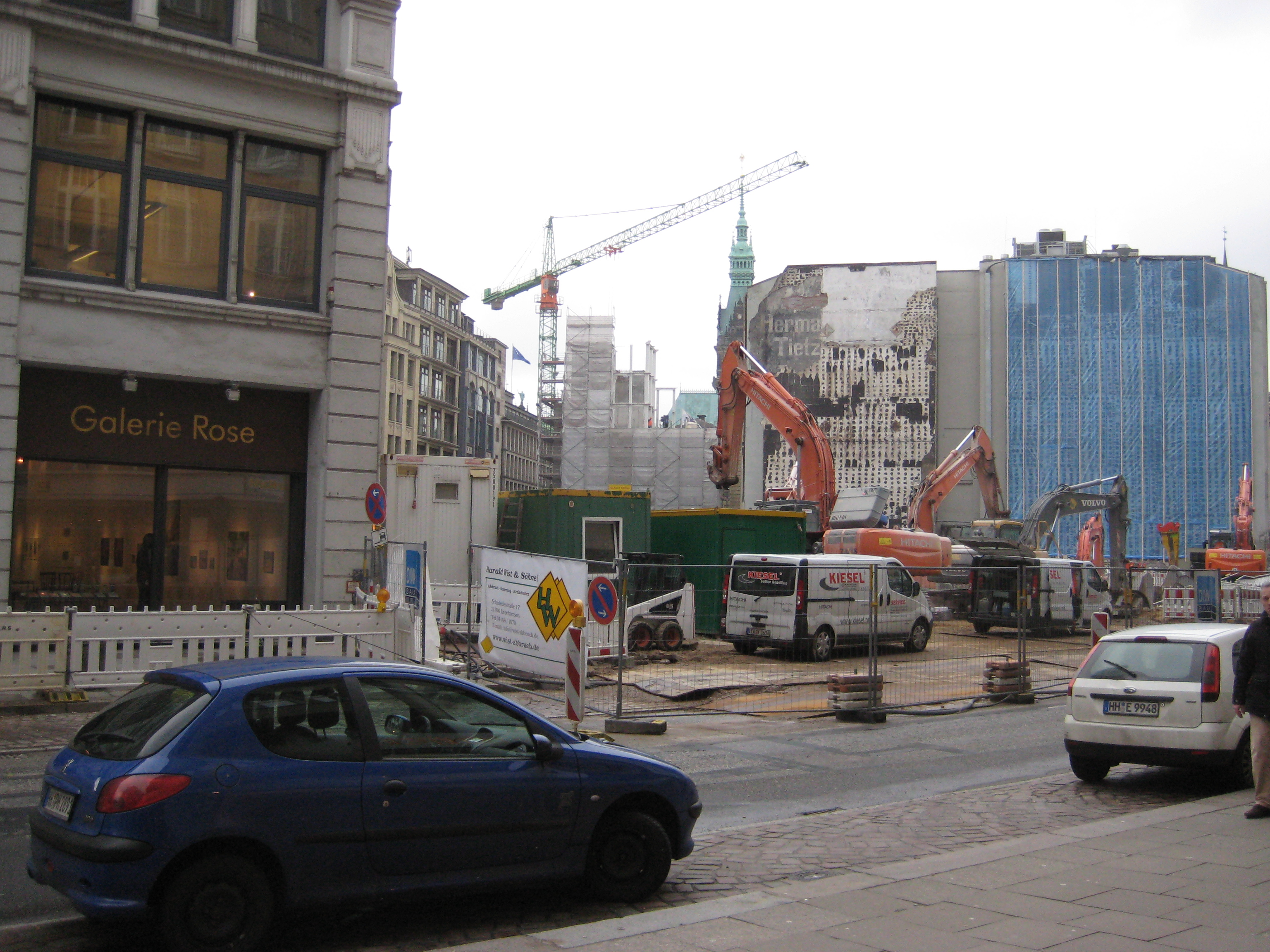
Abriss der Häuser 18 – 34 im Jahre 2013

Ab 1878 nahm die Hamburg-Altonaer Pferdebahn ihren Weg über den Großen Burstah. Im Laufe der Zeit kamen weitere Pferdebahnlinien hinzu. Ab 1895 wurde die Strecke elektrifiziert. Um das Jahr 1900 fuhren bis zu 72 Wagen der Hamburger Straßenbahnen stündlich durch den Großen Burstah. Auch nach dem Zweiten Weltkrieg fuhren noch bis zu vier Linien durch diese Straße. Auch jetzt noch bedienen ihn mehrere Buslinien. Seit 1912 grenzt die Hochbahn-Haltestelle Rödingsmarkt an das westliche Ende des Großen Burstah.
Bis 1910 ging der Hauptverkehr im Osten entweder weiter über den Straßenzug Herrmannstraße und Ferdinandstraße oder weiter über Rathausstraße, Speersort und Steinstraße zum ehemaligen Steintor (beim Hauptbahnhof). Ab 1910 nahm die dann neu geschaffene Mönckebergstraße den Hauptverkehr nach Osten über dem Hauptbahnhof auf. Nach Westen folgte der Verkehr ab 1618 dem Alten und Neuen Steinweg durch die Hamburger Neustadt zum Millerntor und von dort nach Altona oder Eimsbüttel. Ab 1892 wurde mit der damals durchgebrochenen Kaiser-Wilhelm-Straße ein weiterer an den Großen Burstah anschließender Verkehrsweg nach Nordwesten geschaffen. Dabei behielt der Große Burstah seinen Charakter als Flaschenhals durch die westliche Altstadt. Um beispielsweise den Straßenbahnverkehr zu entzerren, fuhren die Wagen ab 1912 in Richtung Westen über Mönkedamm.

## Bedeutung als Einkaufsstraße
Zum Ende des 19. und zu Beginn des 20. Jahrhunderts war der Große Burstah eine der besten Hamburger Einkaufsadressen. Hermann Tietz gründete am 1. März 1897 in den Häusern 12 und 14 sein Warenhaus, bevor ab 24. April 1912 das "Alsterhaus" (ebenfalls H. Tietz) die Top-Adresse wurde. Nach dem Zweiten Weltkrieg versuchten die Geschäftsleute dieser Straße, an die frühere Bedeutung anzuknüpfen. Doch lag zu dieser Zeit diese Straße im Schatten von Jungfernstieg und Mönckebergstraße, auch weil die ehemals kleinteilige Bebauung (siehe Foto von 2008) bis auf wenige Überreste größeren Bürogebäuden gewichen war. Erst seit etwa 1985 gelang es wieder, den Großen Burstah aufzuwerten.

## Abriss der Häuser 18 bis 34 Anfang 2013
Die erst in den 1970er Jahren errichteten Häuser 18 bis 34 auf der Nordseite der Straße wurden bis Februar 2013 abgerissen (siehe Photo 2008). Für sie sind ab Anfang 2015 für 100 Millionen € neue Geschäftshäuser entstanden, in denen 24 Luxuswohnungen im Loft-Stil enthalten sind, die unter der Marketingbezeichnung Burstah Lofts wieder gehobenes Wohnen in der Hamburger Altstadt ermöglichen sollen. Noch im ersten Jahr der Bauphase wurden die ersten Lofts fertiggestellt.

## Umgebung
An der Nordseite der Straße zweigen keine Nebenstraßen ab, da der Große Burstah parallel zur Biegung des Mönkedammfleetes verläuft.  Diese Häuser haben ihre Rückseite zum Fleet, sie sind von der Hochbahn aus sichtbar. Eine der Nebenstraßen des Großen Burstah in Richtung Süden ist der Kleine Burstah. Am östlichen Ende überquert die Straße das Nikolaifleet. Auf der Nordseite ist dort allerdings das Gebäude der Hamburger Sparkasse über das Fleet gebaut.
Etwa 100 Meter südlich des Großen Burstah liegt die Hamburger Hauptkirche St. Nikolai am Hopfenmarkt. Sie wurde nach der Zerstörung im Juli 1943 nicht wieder aufgebaut, sondern dient seither als Mahnmal.

## Namensbedeutung
Einer populären lokalen Hamburger Sage nach soll der Name von einer Auseinandersetzung zwischen Bauern und Brauerknechten herrühren. Um die Bauern aufzuhalten, riefen die Brauerknechte: „Bur stah!“ (plattdeutsch = „Bauer, bleib stehen!“). Brauerknechte waren im mittelalterlichen Hamburg von Bedeutung, da in dieser Zeit Hamburg als Stadt der Bierbrauer bekannt war (siehe Hopfenmarkt oder auch die Straße Brauerknechtgraben). Sprach- und Namensforscher erklären den Namen der Straße stattdessen als „Bürgergestade“.